# Megalostrata bruneri
Megalostrata bruneri är en spindelart som först beskrevs av Bryant 1936.  Megalostrata bruneri ingår i släktet Megalostrata och familjen flinkspindlar.
Artens utbredningsområde är Kuba. Inga underarter finns listade i Catalogue of Life.